# Karin Boldemann
Karin Boldemann, ogift Katz, född 13 juli 1928 i Lübeck, Tyskland,, död 27 juli 2024 var en svensk dramatiker. 
Karin Boldemann kom till Sverige tillsammans med sin man, tonsättaren Laci Boldemann, vid 18 års ålder. Hon har skrivit operalibretton och fick ett stort genomslag med den kontroversiella operan Josef 1979. Hon debuterade för talteater 1985 med pjäsen Vitblomma på Dramaten. Den grundar sig på hennes och hennes mors erfarenheter som halvjudar i Nazityskland; även den blev opera 1989 med titeln Majdagar.

## Verk
Libretton
- Dårskapens timme (musik av Laci Boldemann) (urpremiär 1964 på Stockholmsoperan)
- Och så drömmer han om Per-Jonathan (musik av Laci Boldemann) (urpremiär 1969)
- Sekund av evighet (musik av Torbjörn Iwan Lundquist) (urpremiär 1974)
- Josef (musik av Björn Wilho Hallberg) (urpremiär på Stockholmsoperan 1979)
- Majdagar (musik av Björn Wilho Hallberg) (urpremiär på Stockholmsoperan 1989)

Pjäser
- Vitblomma (urpremiär 1985 på Dramaten)
- Isak (urpremiär 1987 på Stadsteatern)
- Nurbanu (urpremiär 1995 på Stadsteatern)
- När Katarina blev fru Luther (urpremiär 1999)
- Ad astra
- När glasdörren öppnas

## Fotnoter
1. ↑  Boldemann, Karin, dramatiker, librettist, Saltsjö-Duvnäs i Vem är hon / s 76 (1988).
2. ↑   https://www.dn.se/familj/dodsannonser/#/CaseInline/922254